# Black Flag
Black Flag es una banda de hardcore punk originaria de Hermosa Beach, California, Estados Unidos. Fue fundada como Panic en 1976 por Greg Ginn (guitarrista y compositor principal). Pioneros en su estilo, se caracterizan por el uso frecuente de guitarras atonales, cambios de tempo y letras intensas y sugerentes. Al igual que las bandas de hardcore de esta época, los tópicos principales de Black Flag son el antiautoritarismo, la soledad, la neurosis, la pobreza y la paranoia. Estos temas se profundizan cuando Henry Rollins se une al grupo como cantante en 1981. La mayoría del material de la banda fue lanzado por el sello independiente de Ginn, SST Records.
Black Flag es considerada una de las bandas más respetadas dentro de la cultura underground, cuya máxima influencia fue la promoción de la postura ética y estética del Hazlo tú mismo. Son habitualmente reconocidos como los pioneros de la creación de discográficas independientes para más tarde publicar sus propios trabajos, tan popular en las bandas hardcore y punk de los '80. Por haber estado de gira incontables veces en Estados Unidos y Canadá, y ocasionalmente en Europa, Black Flag creó una base de fanáticos muy identificada con la banda.
En el transcurso de la década de 1980, el sonido de Black Flag, así como su notoriedad, había evolucionado de manera que se había distanciado en gran parte de los principios del punk. Black Flag, además de ser pionera en la creación de hardcore, eran parte de la primera ola de la costa oeste de Estados Unidos y además son considerados como una de las influencias clave en la ideología punk. Además de ser uno de los primeros grupos de punk en incorporar elementos e influencia heavy metal, sobre todo en melodías y ritmos, también se les debe la peculiar y notoria introducción de elementos del free jazz, pop, breakbeat y de la música clásica contemporánea en el punk, especialmente en la guitarra de Ginn. Empezaron a tocar durante más tiempo, más lento, y las canciones fueron más complejas, mientras que muchos grupos de su entorno siguieron componiendo canciones sistemáticas con tres acordes. Como resultado, su extensa discografía es más variada, estilísticamente hablando, que la de muchos de sus predecesores y contemporáneos del hardcore punk.

## Historia

### Primeros años
Inicialmente llamado Panic, Black Flag surgió en 1976. Ginn insistió en que la banda debía ensayar varias horas al día. Esta ética de trabajo era demasiado difícil para algunos de los primeros miembros. Ginn y Keith Morris tuvieron un momento especialmente difícil: fue cuando decidieron encontrar un bajista fiable. Muchas veces ensayaban sin bajista, lo que ocasionaba que a menudo Ginn tuviera que bajar la tonalidad de su guitarra.
A Chuck Dukowski, el bajista de Wurm, le gustó el grupo de Ginn, y finalmente se unió al grupo, formando un cuarteto con Ginn, Morris y el baterista Brian Migdol. La banda tuvo su primera actuación en diciembre de 1977 en Redondo Beach, California. Para evitar confusiones con otra banda llamada Panic, tomaron el nombre de Black Flag a finales de 1978. Tocaron su primer show como "Black Flag" el 27 de enero de 1979, en Redondo Beach. Esta fue la primera vez que Dez Cadena vio a la banda.
El nombre fue sugerido por el hermano de Ginn, el artista Raymond Pettibon, que también diseñó el logotipo de la banda: una bandera negra estilizada representada con cuatro barras de color negro. Pettibon declaró: "Si una bandera blanca significa la entrega, una bandera de color negro representa la anarquía". Su nuevo nombre era una reminiscencia del simbolismo anarquía, y del grupo británico de heavy metal Black Sabbath, una de las bandas favoritas de Ginn. Ginn sugirió que estaba "cómodo con todas las consecuencias de ese nombre." La banda hizo con aerosol el llamativo logotipo por todo Los Ángeles, ganando la atención de potenciales seguidores, así como de su departamento policial. Pettibon ha creado también gran parte de las portadas de sus álbumes.
Existían pocas oportunidades para que las bandas de punk rock pudieran tocar en el sur de California. En Los Ángeles el club The Masque era el centro de la escena punk, pero era también bastante parroquial, y a menudo no admitían bandas que venían de afuera de la ciudad. Los Black Flag organizaban sus propias actuaciones, tocaban en picnics, fiestas de casa, en escuelas y en cualquier lugar que estuviera disponible. Ellos se nombraban dueños de los clubes para organizar sus presentaciones, también pegaban cientos de volantes que, por lo general, eran realizados por Pettibon para promocionar sus shows. Dukowski informó de que el "mínimo (número de folletos) que salió para uno de los shows era de 500".
Aunque Ginn fue el líder de la banda, es indispensable mencionar a Dukowski, quien contribuyó mucho en Black Flag. Ginn era profundamente disciplinado e incansable, pero también era bastante tranquilo. Dukowski era inteligente, hablaba rápido y tenía una gran personalidad: debido a su fuerte energía atrajo bastante atención, y era a menudo el portavoz para la prensa. Dukowski fue mánager de las giras del grupo, incluso después de que ya no tocara con ellos, y probablemente era tan importante como Ginn en la estética y exigente ética de trabajo establecida por el grupo. El bajo de Dukowski fue vital para los primeros años de Black Flag, "TV Party", por ejemplo, fue una de muchas canciones "impulsada por la línea de bajo de Chuck Dukowski y las aturdidoras guitarras de Greg Ginn."
Morris apareció como vocalista en las primeras grabaciones Black Flag, y su energía y presencia en el escenario ayudó a la banda a ganar una reputación en el área de Los Ángeles. Migdol fue sustituido por el enigmático baterista colombiano Roberto Valverde (también conocido como ROBO), cuyas numerosas pulseras de clics metálicos se convirtieron en parte del sonido de su batería. El grupo tocaba con una velocidad y ferocidad que no tenía casi precedentes en la música rock; el crítico Ira Robbins declaró que "Black Flag fue, para todos, la primera banda de hardcore de los Estados Unidos." Morris renunció en 1979, citando, entre otras razones, las diferencias creativas con Ginn, y su frase "me volví loco con la cocaína y la velocidad". Morris posteriormente formaría Circle Jerks.
Después de la salida de Morris, Black Flag contrataría a Ron Reyes como cantante. Con Reyes, Black Flag grabó el EP Jealous Again de 12 canciones y apareció en la película The Decline of Western Civilization. Esta fue también la alineación que saldría de gira por la costa oeste por primera vez, recorriéndola de arriba abajo, donde consiguieron más aficionados fuera de Los Ángeles.
En 1980, Reyes abandonó Black Flag a la mitad de una actuación en el "La Fleetwood", de Redondo Beach debido a la escalada de violencia. Para el resto de ese concierto, el grupo tocó una versión extendida de "Louie Louie" e invitó a miembros de la audiencia a tomar turnos para cantar. En represalia por su abandono a mediados del concierto, la banda acreditó a Reyes como "pederasta", dando a entender que tenía atracción sexual por los niños pequeños.
El fiable Dez Cadena —un fanático de la banda— se unió como cantante. Con Cadena a bordo, Black Flag comenzó una gira nacional seria, que posiblemente alcanzó dos cumbres: en primer lugar en éxito comercial (que agotó las 3.500 plazas en el Civic Auditorium de Santa Mónica, una hazaña que nunca fueron capaces de conseguir de nuevo) y, segundo, el grado de atención policial en el área de Los Ángeles, debido a la violencia asociada con Black Flag y el punk rock en general. Los miembros del grupo han insistido a menudo que la policía instigó muchos más problemas de los que resolvió.
Por el verano de 1981, la voz de Cadena estaba muy desgastada durante la gira, debido a que no tenía ningún entrenamiento formal o experiencia previa como cantante, ya que él buscaba tocar la guitarra en vez de cantar.

### Rollins se une

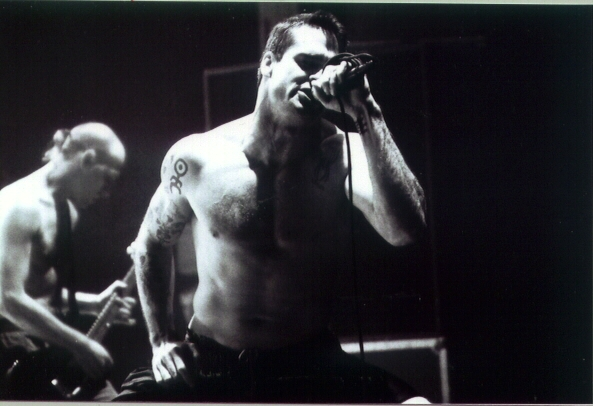
Henry Rollins.

El veinteañero fanático de la banda Henry Rollins (nombre de nacimiento de Henry Garfield) — que entonces vivía en Washington D. C. y cantó en la banda de hardcore punk S.O.A.— había mantenido correspondencia con la banda, y se reunió con ellos cuando se realizó un espectáculo improvisado en un bar de la costa este de Estados Unidos. Rollins le pidió a la banda que tocaran "Clocked In", y la banda le ofreció cantar la canción. Ya que el vocalista Dez Cadena pasó a tocar la guitarra, la banda invitó a Rollins a una audición. Impresionados por su comportamiento en el escenario, se le pidió que fuera el vocalista permanente de la banda. A pesar de algunas dudas, aceptó, debido en parte a que Ian MacKaye lo incentivó. Rollins actuó como roadie para el resto de la gira, mientras aprendía las canciones durante las pruebas de sonido y los bises, mientras que Cadena diseñaba partes de guitarra para encuadrar con las de Ginn. Rollins también impresionó con sus amplios intereses musicales: en una época donde los aficionados la música punk rock estaban cada vez más divididos en facciones, introdujo a Black Flag en el Go-go de Washington D. C., muy relevante en la escena musical funk.
Rollins fue el cantante de más duración, y se mantiene activo en la música hasta la actualidad. Cuando se unió, trajo una actitud y perspectiva diferente respecto a la de los cantantes anteriores. En vivo, era un intérprete dinámico y un cantante de gran alcance que siempre aparecía en el escenario llevando pantalones cortos. Ginn una vez declaró que después de que Rollins se unió, "no podíamos hacer más canciones con un sentido del humor, él se metió como un serio poeta."

### Mediados
Con Rollins a bordo, Black Flag comenzó a trabajar en su primer álbum de larga duración. Las sesiones para el registro (según dicen las crónicas de Michael Azerrad publicadas en su libro Our Band Could Be Your Life) fueron algunos de los orígenes del conflicto entre la banda y el ingeniero/productor Spot de la disquera SST, quien había trabajado con la banda durante los primeros años. Spot ya había grabado muchas de las pistas de Damaged con Dez Cadena en voz (así como había sucedido con Keith Morris y Ronald Reyes) y sintió que el sonido de la banda estaba arruinado debido a las dos guitarras. Estas versiones se pueden escuchar en los discos Everything Went Black y The First Four Years. Él consideraba que las anteriores formaciones con cuatro integrantes estaban más centradas y mucho más limpias respecto al sonido: las grabaciones de Damaged se parecen más a una grabación en vivo, con una poca separación estéreo para las guitarras, y algo turbio. Cuando se le preguntó acerca de la fidelidad de producción, SPOT dijo: "Ellos querían que sonara de esa manera". Sin embargo, el contenido artístico y expresivo que el álbum muestra es la banda dándole fuerza a la música hardcore punk a un nuevo nivel, con letras muy personales e intensamente emocionales. Así es que, Damaged es generalmente considerado como la grabación más centrada de Black Flag. Un crítico ha escrito que Damaged fue "quizás fue el mejor álbum para salir del callejón sin salida que eran los principios de los años 80, Damaged aún no se ha igualado, aunque muchos grupos lo han intentado". Damaged publicado en el otoño de 1981, y el grupo comenzó una extensa gira impulsados para forjar una red de giras y de bandas independientes, la que constituyó en la escena musical independiente de la década siguiente.
El año siguiente 1980 se vio al movimiento punk rock de Estados Unidos alcanzando un máximo de popularidad. Con Damaged y su creciente reputación, Black Flag parecía estar en el apogeo de un gran avance comercial. El registro iba a ser distribuido por la ahora extinta Unicorn Records, una subsidiaria de  MCA. Los problemas comenzaron cuando MCA rechazó distribuir el álbum Damaged después, el ejecutivo de MCA Al Bergamo determinó que el álbum fue una grabación "Anti-Padres". No obstante, desde hace mucho tiempo al empleado de SST Joe Carducci ha declarado que esa no fue la verdadera razón por la que MCA se negó a distribuir Damaged; Carducci informó que los registros Unicorn estaban muy mal gestionados y con una profunda deuda con MCA que se exponía a perder dinero por la distribución del disco, independientemente de su contenido. Este fue el comienzo de una controversia jurídica que, con un período de pocos años, logró que la banda no pueda utilizar el nombre de Black Flag en ninguna grabación. Cuando la banda lanzó Damaged con SST Records la disquera colocó una copia de la declaración "Anti-Padres" sobre la cubierta del disco.
Con su nuevo cantante, los Black Flag y Minutemen realizaron su primera gira por Europa en el invierno de 1981. Durante esa gira, la banda se reunió con el icono del punk Richard Hell y abrieron un concierto para él. Rollins más tarde publicó los diarios de esa gira en su libro Get In The Van. Dado que el frontman, Rollins, era un objetivo frecuente de violencia para los miembros de la audiencia, desarrolló un espectáculo distinto en el escenario, donde podía adiestrarlos con solo hablar con ellos.
Mientras la banda estaba a punto de regresar a casa después de la gira europea, al baterista Colombiano Robo no se le permitió regresar al país por problemas con su visa. Esto sería el final de su mandato con la banda (finalmente pudo volver a los Estados Unidos y en 1983 se uniría a The Misfits como baterista). Por un tiempo, la pérdida de Robo puso un fin temporal a la extensa gira. Más tarde, Emil Johnson de los Twisted Roots se alineó a la banda para una nueva gira, pero estaba claro que era solo temporal.
En esa gira que la banda realizó por Vancouver, descubrieron al baterista Chuck Biscuits que había tocado en D.O.A.. Él entró rápidamente a la banda, sumándose para el resto de la gira para aprender las canciones. Más tarde la gira se vería interrumpida a causa de que Henry Rollins se torció la rodilla. Esta formación registró el casette pirata The Complete 1982 Demos Plus More, que muestra el camino que la banda estaba tomando para el disco de larga duración My War.
Sin embargo, debido a los conflictos de personalidades, Rollins escribe la canción Get In The Van, la cual describe a Biscuits como un "jodido" y habla de la orden judicial del sello Unicorn, la cual forzaba a la inactividad a Black Flag. Luego, Biscuits se unió con los rivales de Black Flag, los Circle Jerks. Más tarde, Biscuits se unió al proyecto Danzig de Glenn Danzig (ex-Misfits). Black Flag finalmente consiguió a Bill Stevenson de The Descendents, quien se unió de manera permanente. Si bien Unicorn Records pidió una orden judicial para evitar que el grupo lanzara un nuevo álbum de estudio, ellos continuaron trabajando para el nuevo material, y se embarcaron en un período que marcaría un cambio pronunciado en la dirección del grupo (y el de la música underground en general).
Es posible que la violencia de la gira anterior tuviera un efecto en la dirección de la banda. El grupo también se interesaba cada vez más en la música no exclusivamente punk rock, como The Jimi Hendrix Experience. Algunos de los miembros (en particular Ginn) utilizaban cannabis. Henry Rollins seguía un estilo de vida Straight Edge (aunque nunca se definió como tal). Varios miembros han declarado ser fanáticos de varios estilos de música como, por ejemplo, Ginn reconoció ser fan de Grateful Dead y Dez Cadena de Hawkwind. El material que se puede escuchar en el bootleg The Complete 1982 Demos Plus es mucho más lento y menos parecido a la típica música punk, con rock and roll y blues influido por Dez Cadena. Estos géneros se filtrarían en su propia banda, DC3. Dez Cadena tomaría algunas de las nuevas canciones que había escrito para Black Flag y las grabaría para el primer álbum de DC3.
En el año 1983 Black Flag se encontró con canciones frescas y con una nueva dirección, pero sin un bajista (ya que Dukowski abandonó la banda) y envuelto en una disputa legal con la disquera SST Records debido al álbum Damaged (Ginn argumentó que, dado que MCA ya no estaba involucrado, el acuerdo no es jurídicamente vinculante para Black Flag luego demandó Unicorn a SST). Hasta que el asunto estuviera resuelto, a la banda se le impidió por un tribunal usar el nombre "Black Flag" en cualquiera de las grabaciones. Lanzaron un disco recopilatorio, Everything Went Black, que fue acreditado a los músicos individuales y no a "Black Flag". De hecho, todas las portadas de los álbumes anteriores las cuales tenían las palabras "Black Flag" fueron cubiertos con pequeñas tiras de papel.
Después de que Unicorn Records se declaró en quiebra, los Black Flag fueron liberados de la orden judicial, y volvieron con la publicación de My war. Esta grabación fue a la vez una continuación de Damaged y un gran salto hacia adelante. Si bien el estado de ánimo general y las letras siguen en el tono de confrontación emocional de Damaged, muchas canciones son más lentas resultado de la mezcla de influencias tales como Black Sabbath con el hardcore. Los resultados fueron de gran alcance, y el registro desempeñó un papel importante en la música Grunge. A falta de un bajista, Ginn tocó el bajo, usando el seudónimo de Dale Nixon. El 1 de mayo de 2007, en un episodio de su programa de radio Harmony In My Head, Rollins dijo que uno de los álbumes favoritos de Ginn durante esta época fue Birds of Fire de Mahavishnu Orchestra (1973) y opinó que John McLaughlin fue una gran influencia para la guitarra de Ginn.
Liberados legalmente para publicar discos, los Black Flag ya estaban listos para continuar. El grupo contrató a la bajista Kira Roessler (hermana del vocalista de punk Paul Roessler, de 45 Grave) para reemplazar a Dukowski, y comenzó tal vez su período más prolífico. Con Roessler, Black Flag posiblemente había encontrado su mejor bajista. Dukowski era un bajista de gran alcance, pero Roessler trajo un nivel de sofisticación y elegancia que coincidía con la música cada vez más ambiciosa de Ginn, sin sacrificar ninguna de las repercusiones viscerales del punk rock.
En 1984 sale el cuarto álbum de larga duración, con el cual estuvieron de gira casi constantemente, con 178 actuaciones. Al no estar Dukowski, Ginn cedió gran parte del liderazgo a Rollins, quien sentía cierto malestar y dijo que él era el portavoz del grupo mientras que Ginn siempre fue el líder reconocido (Ginn escribía la mayoría de las letras de las canciones del grupo).
Con Roessler a bordo, Black Flag comenzó una etapa experimental, a veces criticada por el público. Un crítico escribió que Slip It In "desdibujó una línea imbécil e idiota entre el punk y el metal"; otro escribe My war es "un lío pretencioso de un registro con una cara B totalmente inútil". A pesar de la resistencia inicial de sus fanes al nuevo estilo musical casi psicodélico, más tarde My war fue citado como una influencia formativa para la música Grunge. El grupo seguirá evolucionando hacia un sonido tirando para el metal, con Loose Nut de 1985.

### Años posteriores y separación
Los años 1984-85 fueron los períodos más fructíferos para la banda y su discográfica, pero Ginn y Rollins estaban en última instancia, deciden expulsar de Roessler de Black Flag, citando a un comportamiento errático. También se ha dicho que Ginn le acomodaba a Roessler los horarios de la universidad, eso también creó tensión en el grupo. También la falta de un baterista estable (Stevenson dejó la banda y fue reemplazado por Anthony Martínez), todo eso ha contribuido en la época relativamente más débil de las últimas giras de Black Flag. Sin embargo, el álbum en vivo Who's Got The 10 1 / 2 muestra una notable evolución de la alineación, con Kira y el baterista Martínez.
En 1986, los miembros de Black Flag se habían cansado de las tensiones de su calendario de gira, de las luchas internas y de la vida en la pobreza o casi. La banda había estado unida aproximadamente una década, y el éxito comercial verdadero y la estabilidad les habían eludido. El cambio artístico del grupo fue un obstáculo a la hora de mantener una audiencia vigente. Ginn fue tan creativamente inquieto que las grabaciones eran a menudo muy diferentes. En un momento, al parecer, Rollins dijo, "¿Por qué hacemos un disco como si fuera el último, así la gente no siempre estará tratando de ponerse al día con lo que estamos haciendo?" A Ginn le sorprendió la sugerencia, puesto que fue una de las pocas veces que Rollins había ofrecido públicamente una opinión contraria a Ginn. Tal vez por eso el nuevo álbum de estudio del grupo se tituló In My Head. El registro se mostró con bases de blues-proto-grunge-metal, parecía finalmente ser la continuación del álbum anterior Loose Nut pero este sería el último.
Black Flag tocó su último concierto el 27 de junio de 1986, en Detroit, Míchigan: este programa ha estado ampliamente disponible a través de servicios de comercios de música En línea y es de una calidad de sonido sorprendentemente bueno. En este punto la banda se había vuelto cada vez más talentosa al realizar improvisaciones, con Rollins gritando letras improvisadas.
En Get In The Van, Rollins escribió que Ginn le llamó por teléfono en agosto de 1986: "Me dijo que renunciaba a la banda. Pensé que era extraño considerando que era su banda y todo. Así que en una breve llamada telefónica, todo había terminado". Muchas fuentes afirman la banda no se separó "oficialmente" hasta 1987, pero esto parece ser falso.

### Post-Black Flag
Desde la separación de Black Flag, Rollins ha tenido una imagen pública más visible como músico, escritor y actor. La mayoría de los miembros de Black Flag también han permanecido activos en la música, especialmente Ginn, quien continuó tocando con grupos como Gone, October Faction y Screw Radio, y con Bill Stevenson con quien formó The Descendents, ALL, Green Day y la reforma de Lemonheads. Kira Roessler continúa grabando y tocando con la banda DOS, un dueto con su exesposo y bajista de Minutemen Mike Watt.
En septiembre de 2003, Black Flag se reunió para tocar en tres conciertos, dos en el Hollywood Palladium y uno en Bar Alex de Long Beach, en beneficio de las organizaciones de rescate de gatos (la actual pasión de Ginn). La alineación mostró a Dez Cadena en las voces, Greg Ginn en la guitarra, ROBO en la batería, y C'el Revuelta en el bajo. El skater profesional y cantante Mike Vallely cantó todas las canciones del álbum My War en estos espectáculos.

### Reunión con la formación de Jealous Again y nuevo álbum
El 25 de enero de 2013 se anunció una reunión de Black Flag de la mano de los miembros originales Ron Reyes y Greg Ginn, a los que se suman el baterista Gregory Moore y el bajista Dave Klein, quien se incorporó en marzo del mismo año. Asimismo, se informó sobre la grabación de un nuevo álbum de estudio, que será el primero desde In My Head, de 1985.

## Legado
A lo largo de sus diez años de carrera como banda, las experiencias de Black Flag se convirtieron en leyendas, sobre todo en el sur de California. Gran parte de la historia de la banda es una crónica en el diario de Henry Rollins Get Tour. Los Black Flag estaban en la lista negra del Departamento de Policía y de los clubes de rock de Hollywood a causa de la destructividad de sus fanáticos, aunque Rollins ha afirmado que la policía causó muchos más problemas de los que resolvió.
SST Records, una discográfica independiente estadounidense que se fundó inicialmente para publicar el single debut de Black Flag y de otros grupos influyentes como Bad Brains, Minutemen, Descendents, Meat Puppets y Hüsker Dü. Además, SST también publicó algunos álbumes de Trixter, Soundgarden y durante un corto período a Sonic Youth.
El álbum My War también fue decisivo para el posterior desarrollo del Doom metal, la banda pionera del género Saint Vitus frecuentemente cita a Black Flag como una de sus influencias más importantes, usualmente el guitarrista Dave Chandler viste una camiseta con el logo de la banda, aparte de tener también el logotipo tatuado en uno de sus brazos.
Flea, el bajista de los Red Hot Chili Peppers, tiene una calcomanía de Black Flag en uno de sus modelos de bajos y el guitarrista John Frusciante ha citado a Greg Ginn como una de sus primeras influencias como guitarrista.
El músico británico Frank Turner de punk rock tiene un tatuaje del icono de Black Flag en su muñeca y cita a la banda como uno de sus principales fuentes de inspiración, especialmente en cuanto a su ética de trabajo.  Con la banda Million Dead si algo salía mal con sus giras, Turner Pensaba en Black Flag.
La banda de punk Rise Against ha retratado a Black Flag en la película de 2005 Los amos de Dogtown con un cover de "Nervous Breakdown". Rise Against también hacen las canciones "Fix Me" y "Rise Above" las cuales aparecen en el popular videojuego de skateboard Tony Hawk's American Wasteland así como en un episodio de Freaks and Geeks. 
La canción de Black Flag "TV Party" aparece en el episodio Bender no debería salir por televisión de la serie Futurama. "TV Party" también aparece en la película de 1984 Repo Men. En un episodio de la serie Milenio titulado "De alguna manera, Satanás se puso detrás de mí" cuenta con una escena en la que un bebé bailando Slam Dance vestido de diablo con una camisa de "My War".
Initial Records lanzó un álbum de covers de Black Flag en 2002 (relanzado con pistas adicionales en 2006 por ReIgnition Recordings), Black on Black: A Tribute to Black Flag. La compilación presenta 15 bandas de hardcore y metalcore, entre ellas Most Precious Blood, Zao, Converge, The Dillinger Escape Plan, The Hope Conspiracy, Bleeding Through, American Nightmare, Anodyne, Drowningman y Coalesce. El líder de Bring Me the Horizon, Oliver Sykes, también mencionó a Black Flag como una de sus mayores influencias. Sykes también ha tenido el tatuaje del logo de Black Flag mostrando el amor por la banda. La banda estadounidense de rock alternativo My Chemical Romance también ha declarado que la banda ha sido fuertemente influenciada por Black Flag.

## Miembros

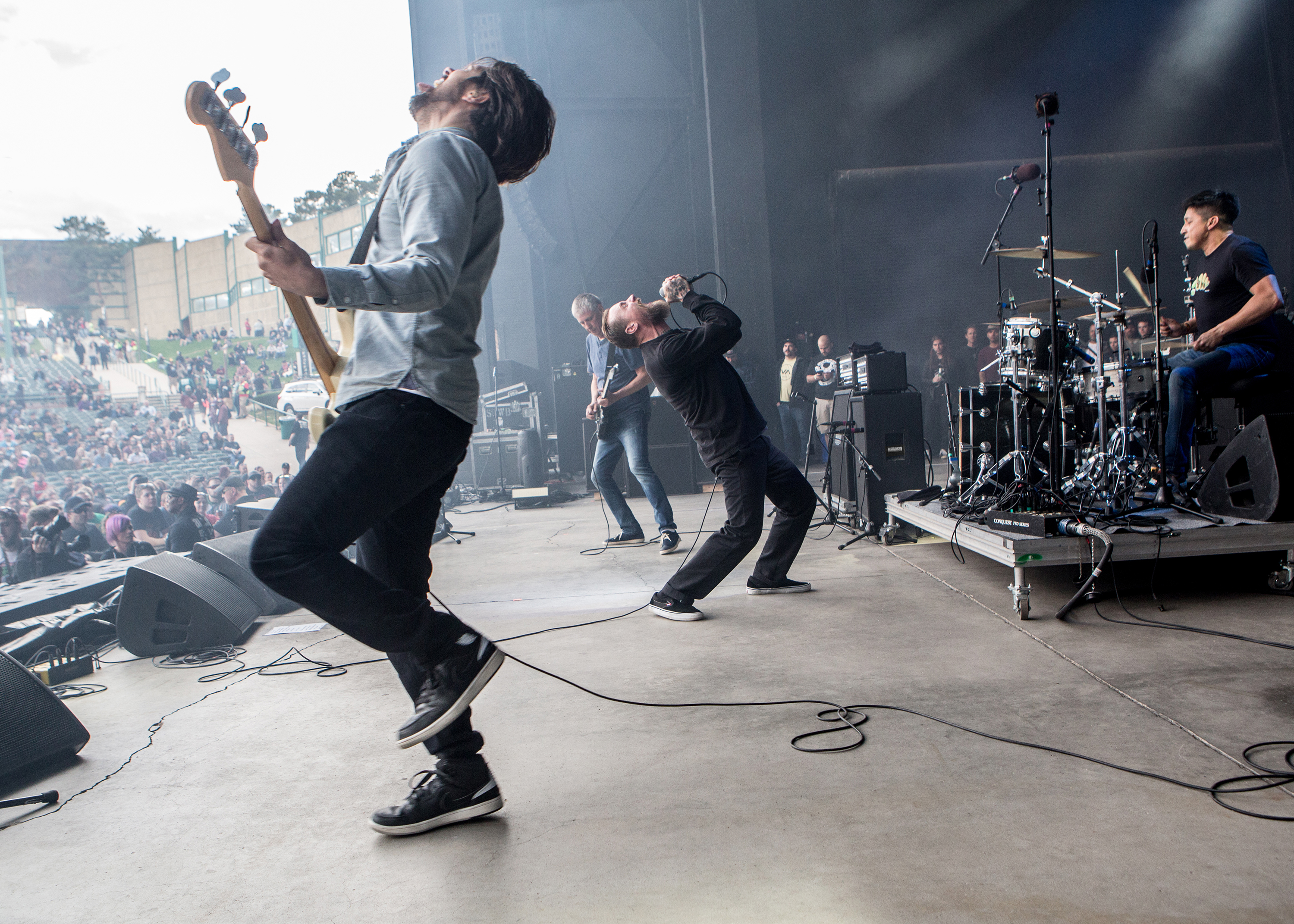
Black Flag (Greg Ginn, Mike Vallely, Tyler Smith, Isaias Gil) en 2019.

### Formación actual
- Mike Vallely: voz  (2003, 2013-presente)
- Greg Ginn: guitarra (1976-1986, 2003, 2013-presente)
- Tyler Smith: bajo  (2014-presente)
- Brandon Pertzborn: batería (2014-presente)

### Miembros anteriores
- Keith Morris: voz (1976-1979)
- Raymond Pettibon: bajo (1976)
- Glen "Spot" Lockett: bajo (1976-1977)
- Chuck Dukowski: bajo (1977-1983)
- Brian Migdol: batería (1976-1979)
- Roberto "Robo" Valverde: batería (1979-1981, 2003)
- Ron Reyes: voz (1979-1980, 2013)
- Dez Cadena: guitarra (1981-1983, 2003), voz (1980-1981, 2003)
- Henry Rollins: voz (1981-1986)
- Emil Johnson: batería (1982)
- Chuck Biscuits: batería (1982)
- Kira Roessler: bajo (1983-1985)
- Bill Stevenson: batería (1983-1985)
- Anthony Martinez: batería (1985-1986)
- C'el Revuelta: bajo (1986, 2003)
- Gregory Moore: batería (2003, 2013)
- Dave Klein: bajo (2013)

## Discografía

### Álbumes de estudio
- Damaged (1981)
- My War (1984)
- Family Man (1984)
- Slip It In (1984)
- Loose Nut (1985)
- In My Head (1985)
- What The... (2013)

### EP
- Nervous Breakdown (1978)
- Jealous Again (1980)
- Six Pack (1981)
- TV Party (1982)
- The Process of Weeding Out (1985)
- Minuteflag (1986)
- Annihilate this Week (1987)
- I Can See You (1989)